# NGC 5482
NGC 5482 (другие обозначения — UGC 9038, MCG 2-36-43, ZWG 74.115, PGC 50459) — линзообразная галактика (S0) в созвездии Волопас.
Этот объект входит в число перечисленных в оригинальной редакции «Нового общего каталога».